# Teorema de Kirkwood-Frohlich
El Teorema de Kirkwood-Frohlich considera las moléculas como dipolos permanentes sumergidos en un medio con una constante dieléctrica de alta frecuencia {\displaystyle \varepsilon _{\infty }}. El momento dipolar de cada dipolo es afectado por el valor de la polarización debido a la reacción con el cambio en la fase gas.
Se toman regiones esféricas en las que se alojan las moléculas y por medio de un tratamiento de mecánica estadística se estudian los detalles y el material no incluido en las esferas se considera como un continuo. El momento dipolar está dado en fase gaseosa por:
{\displaystyle {\frac {9kT(\varepsilon -\varepsilon _{0})(2\varepsilon +\varepsilon _{\infty })}{4\pi N\varepsilon (\varepsilon _{\infty }+2)^{2}}}=g\mu ^{2}}
Donde {\displaystyle \varepsilon } es la constante dieléctrica del volumen, N es la densidad dipolar, y g es el factor de correlación de Kirkwood. 
En estudios realizados se determinaron valores entre tres y cuatro para la constante dieléctrica del agua en proteínas haciendo notorio que éstas son vistas como material puro con una constante dieléctrica baja.
- Datos: Q6141860